# San Luciano, Campeche
San Luciano är en ort i Mexiko.   Den ligger i kommunen Campeche och delstaten Campeche, i den östra delen av landet, 1 000 km öster om huvudstaden Mexico City. San Luciano ligger 83 meter över havet och antalet invånare är 319.
Terrängen runt San Luciano är huvudsakligen platt. San Luciano ligger nere i en dal. Runt San Luciano är det mycket glesbefolkat, med 2 invånare per kvadratkilometer. Närmaste större samhälle är Los Laureles, 2,4 km sydost om San Luciano. I omgivningarna runt San Luciano växer i huvudsak lövfällande lövskog.